# Acate
Acate este o comună din provincia Ragusa, regiunea Sicilia, Italia. Comuna se află la altitudinea de 199 m deasupra n.m., ocupă o suparafață de 101,4 km² și avea în 2009, 9.321 loc. Acate se află la 34 km nord-vest de Ragusa. Locuitorii se ocupă în marea majoritate cu agricultura. Plantele de cultură constau din citrice, măslini, roșii și viță de vie. De Acate aparțin localitățile Macconi și Marina di Acate. Comune învecinate sunt: Caltagirone (CT), Chiaramonte Gulfi, Gela (CL), Mazzarrone (CT) și Vittoria.

## Demografie
Acate - evoluția demografică

|  | Graficele sunt indisponibile din cauza unor probleme tehnice. Mai multe informații se găsesc la Phabricator și la wiki-ul MediaWiki. |

Date: Recensăminte sau birourile de statistică - grafică realizată de Wikipedia